# Großsteingräber bei Groß Ammensleben
Die Großsteingräber bei Groß Ammensleben waren vier mögliche megalithische jungsteinzeitliche Grabanlagen bei Groß Ammensleben, einem Ortsteil der Einheitsgemeinde Niedere Börde im Landkreis Börde, Sachsen-Anhalt. Alle wurden wohl spätestens im 19. Jahrhundert zerstört. Beschreibungen zu den Anlagen liegen nicht vor, ihre mögliche Existenz ist nur durch die Bezeichnungen „Kreuzhoch“, „auf dem Lausehoch“, „Teufelsberg“ und „der Teufelshoch“ auf einem historischen Messtischblatt belegt.